# 대합
백합(白蛤)은 백합과에 속하며 학명은 Meretrix lusoria이다. 대합(大蛤)이라고도 한다. 껍데기는 길이 8.5cm, 높이 6.5cm, 너비 3.5cm 정도이다. 빛깔은 회백갈색에 적갈색의 세로무늬가 있으며, 안쪽은 흰색이고 두 개의 주치(主齒)와 두 개의 측치(側齒)가 있다. 몸은 삼각형에 가까운 계란형이며, 껍데기 표면은 매끈매끈한 반투명의 큐티클층으로 덮여 있다. 껍데기는 아가리 반대쪽이 아가리 쪽보다 두껍다. 담수가 섞여 있는 해변의 모래진흙땅에 서식하며 조류(潮流)를 따라 이동하기도 한다. 산란기는 6-9월경이고, 알에서 부화한 유생(幼生)은 얕은 바다에 떠다니다가 큰바다로 이동한다. 살은 맛이 좋아 여러 가지 요리에 이용한다. 껍데기는 두꺼워 바둑돌 등으로 쓰이고, 태워서 만든 석회는 고급 도료 등에 쓴다. 또한 껍데기 표면의 색과 무늬가 아름다워 세공용으로 쓰인다.